# JBCレディスクラシック
JBCレディスクラシック（ジェイビーシーレディスクラシック）は、日本のJBC実行委員会と施行競馬場を管轄する競馬主催者が、各地の競馬場で持ち回り開催する重賞競走 (JpnI)である。農林水産省より賞の寄贈を受けており、正式名称は「農林水産大臣賞典 JBCレディスクラシック」と表記される（2018年のみJRA京都競馬場開催のため、「農林水産省賞典 JBCレディスクラシック」として施行）。
副賞は、農林水産大臣賞、JBC協会会長賞、日本中央競馬会理事長賞、地方競馬全国協会理事長賞、日本馬主協会連合会長奨励賞、日本地方競馬馬主振興協会会長賞、全国公営競馬主催者協議会会長賞、鳥栖市長賞、佐賀県馬主会会長賞、佐賀県競馬組合管理者賞（2024年）

## 概要
アメリカ合衆国のブリーダーズカップに範をとりながら、将来的にダートの各カテゴリー（年齢・性別・距離など）におけるチャンピオン決定戦とすべく、生産者が主導して実施する「JBC競走」のひとつとして、2011年に創設された。2001年より施行しているJBCクラシック・JBCスプリントとともに、2019年までは3つのJpnI競走が同一日に同一の競馬場で施行されている。開催地は固定されておらず、各地の競馬場が持ち回りで施行している。2020年からはJBC2歳優駿の新設により、同日に2場で開催されている。
日本グレード格付け管理委員会の取り決め規定により、創設から2年間はダートグレード競走としての格付けはされず、2011年は「（南関東）S1」、2012年は「重賞」として施行された。2013年より日本グレード格付け管理委員会によって、JpnIに新規格付けされた。

施行距離はダート1800mを原則としているが、施行場の距離設定の都合により前後する場合がある。

## 競走条件・賞金
以下の内容は、2024年の実施要項に基づく。

### 競走条件
施行場・距離
佐賀競馬場ダート1860m
出走資格
サラブレッド系3歳以上、地方競馬および中央競馬選定馬（牝馬限定）、
- 父馬が、一般社団法人ジャパンブリーダーズカップ協会に当該馬の生産年度に有効な種牡馬登録されている馬
- 父馬がJBC協会に種牡馬登録されていない馬は、当該馬の馬主がJBC協会の定める「追加登録料（1着賞金の2%相当額）」をJBC協会に支払えば、当該年、当該馬に係る同種牡馬登録がなされたものとして出走が可能（当該馬について過去に支払われた追加登録料は、本年も有効。ただし、本来支払うべき追加登録料が過去に支払われた追加登録料を超える場合は、その差額を支払うものとする）。

出走可能頭数
12頭。
- 中央所属馬の出走枠は出走可能頭数の概ね1/3

#### トライアル競走
以下の優勝馬に本競走の優先出走権が付与されている。
| 競走名               | 格     | 競馬場     | 距離        | 備考        |
| -------------------- | ------ | ---------- | ----------- | ----------- |
| マリーンカップ       | JpnIII | 船橋競馬場 | ダート1800m | 3歳牝馬限定 |
| レディスプレリュード | JpnII  | 大井競馬場 | ダート1800m |             |

上記のほか、各地区地方競馬で施行される一部の重賞競走が「JBC指定競走」として、JBC出走馬選定要領により定められている。優先出走権の付与はないが、選定にあたってその成績が重要視される。

#### 負担重量
定量。3歳53kg（ダート1600m以下で実施される場合は54kg）、4歳以上55kg

### 賞金等
賞金額
2024年の賞金額は、1着6000万円、2着1920万円、3着1080万円、4着720万円、5着480万円、着外賞は6着300万円、7着200万円、8着100万円、9着以下50万円。
生産者賞
1着馬から5着馬の生産牧場、および当該馬の母馬に種付けした時点の種牡馬登録者に対し、それぞれ生産牧場賞および種牡馬登録者賞としてJBC協会から当該賞金の2.5%相当額を支給する。ただし、追加登録料を支払って出走した馬が入着した場合は、JBC協会が定めるところにより、生産者賞は支給しない。
その他
カリフォルニアクロームの配合権利が優勝馬馬主へ贈られる。

## 歴史
- 2011年 - 中央競馬・全国地方競馬指定交流・定量の重賞競走「JBCレディスクラシック」を創設。
- 2013年 - JpnIに格付け。
- 2018年 - 初めて中央競馬（京都競馬場）で施行。
- 2024年 - GRANDAME-JAPANシリーズの対象競走に指定される。

### 歴代優勝馬
すべてダートコースで施行。タイム欄のRはコースレコードを示す。
1着賞金は創設から2012年まで4000万円だったが、2013年から4100万円に増額された。地方競馬の主催者によって賞金の配分が異なるため1着賞金に変更がなくても2着以下の賞金が増減することがある。2022年の開催より1着賞金が6000万円に増額された。なお、2018年のJRA開催の際は1着賞金5000万円に設定された。
| 回     | 施行日        | 競馬場 | 距離  | 優勝馬             | 性齢 | 所属 | タイム  | 優勝騎手 | 管理調教師 | 馬主                                 |
| ------ | ------------- | ------ | ----- | ------------------ | ---- | ---- | ------- | -------- | ---------- | ------------------------------------ |
| 第1回  | 2011年11月3日 | 大井   | 1800m | ミラクルレジェンド | 牝4  | JRA  | 1:49.6R | 岩田康誠 | 藤原英昭   | 吉田照哉                             |
| 第2回  | 2012年11月5日 | 川崎   | 1600m | ミラクルレジェンド | 牝5  | JRA  | 1:40.7  | 岩田康誠 | 藤原英昭   | 吉田照哉                             |
| 第3回  | 2013年11月4日 | 金沢   | 1500m | メーデイア         | 牝5  | JRA  | 1.33.3  | 浜中俊   | 笹田和秀   | （有）社台レースホース               |
| 第4回  | 2014年11月3日 | 盛岡   | 1800m | サンビスタ         | 牝5  | JRA  | 1:49.3R | 岩田康誠 | 角居勝彦   | （株）ヒダカ・ブリーダーズ・ユニオン |
| 第5回  | 2015年11月3日 | 大井   | 1800m | ホワイトフーガ     | 牝3  | JRA  | 1:51.5  | 大野拓弥 | 高木登     | 西森鶴                               |
| 第6回  | 2016年11月3日 | 川崎   | 1600m | ホワイトフーガ     | 牝4  | JRA  | 1:41.3  | 蛯名正義 | 高木登     | 西森鶴                               |
| 第7回  | 2017年11月3日 | 大井   | 1800m | ララベル           | 牝5  | 大井 | 1:54.2  | 真島大輔 | 荒山勝徳   | 吉田照哉                             |
| 第8回  | 2018年11月4日 | 京都   | 1800m | アンジュデジール   | 牝4  | JRA  | 1:50.4  | 横山典弘 | 昆貢       | 安原浩司                             |
| 第9回  | 2019年11月4日 | 浦和   | 1400m | ヤマニンアンプリメ | 牝5  | JRA  | 1:24.5  | 武豊     | 長谷川浩大 | 土井肇                               |
| 第10回 | 2020年11月3日 | 大井   | 1800m | ファッショニスタ   | 牝6  | JRA  | 1:51.1  | 北村友一 | 安田隆行   | ゴドルフィン                         |
| 第11回 | 2021年11月3日 | 金沢   | 1500m | テオレーマ         | 牝5  | JRA  | 1:32.1R | 川田将雅 | 石坂公一   | 水上行雄                             |
| 第12回 | 2022年11月3日 | 盛岡   | 1800m | ヴァレーデラルナ   | 牝3  | JRA  | 1:50.1  | 岩田望来 | 藤原英昭   | （株）ラ・メール                     |
| 第13回 | 2023年11月3日 | 大井   | 1800m | アイコンテーラー   | 牝5  | JRA  | 1:52.9  | 松山弘平 | 河内洋     | 中西浩一                             |
| 第14回 | 2024年11月4日 | 佐賀   | 1860m | アンモシエラ       | 牝3  | JRA  | 1:59.6  | 横山武史 | 松永幹夫   | 広尾レース（株）                     |
| 第15回 | 2025年11月3日 | 船橋   | 1800m |                    |      |      |         |          |            |                                      |
| 第16回 | 2026年11月3日 | 金沢   | 1500m |                    |      |      |         |          |            |                                      |